# Teropalpus lithocharinus
Teropalpus lithocharinus är en skalbaggsart som först beskrevs av Leconte 1877.  Teropalpus lithocharinus ingår i släktet Teropalpus och familjen kortvingar. Inga underarter finns listade i Catalogue of Life.